# European Foundation for Quality Management
 (août 2025).
L'European Foundation for Quality Management ou EFQM, (en français Fondation européenne pour la gestion de la qualité) est une fondation européenne basée à Bruxelles en Belgique.

## Mission
L'organisation européenne EFQM s'est donné pour mission de doter les entreprises européennes d'un outil de référence commun, le modèle EFQM, pour les aider à tendre vers des pratiques visant l'excellence, dans l'approche managériale, la démarche de progrès, l'amélioration et le contrôle des performances.
L’intérêt du modèle EFQM est qu’il est applicable à toute organisation, quels que soient sa taille, son secteur d’activité et sa maturité.
Il offre un langage commun qui permet à ses utilisateurs de partager efficacement leurs connaissances et leurs expériences, à la fois au sein de leur organisation et avec les partenaires.

## Certification des entreprises
Pour une réussite durable, une organisation a besoin d’un solide leadership et d’une orientation stratégique claire. Elle doit développer et améliorer les compétences de ses collaborateurs, ses partenariats et ses processus de fonctionnement afin de fournir des produits et services à valeur ajoutée à ses clients.
Pour certifier l'organisation des entreprises de qualité, on examine si les domaines de responsabilité et d'autorité sont clairement définis et comment la coopération entre les départements est encouragée.
On examine aussi comment l'entreprise s'est organisée pour contrôler la qualité.
Le modèle d’excellence EFQM permet de comprendre les relations de causalité entre ce que fait une organisation et les résultats qu’elle obtient, selon neuf critères dits «facteurs» et «résultats»:

### Les Facteurs
Les cinq facteurs décrivant ce qu’une organisation doit faire pour développer sa stratégie et la mettre en application sont:
1. Leadership : Une organisation d'excellence est dirigée par des personnes qui sont des modèles en termes de valeurs et d’éthique, et qui inspirent confiance à tout moment. Elle est flexible, ce qui leur permet d’anticiper et de réagir rapidement afin d'assurer sa réussite.
2. Personnel : Une organisation d’excellence valorise son personnel et crée une culture d'entreprise facilitant l’atteinte des objectifs individuels et collectifs et en conséquence ceux de l’organisation. Elle développe les compétences et les talents de son personnel. Elle prête à son personnel une attention constante, communique avec lui, et reconnait chaque employé afin de le motiver, de favoriser son implication et lui permettre d’utiliser ses compétences et ses connaissances pour la réussite de l’organisation.
3. Stratégie :  Une organisation d’excellence assure sa mission et met en application sa vision en mettant en œuvre une stratégie axée sur les parties prenantes. Les politiques, les plans, les objectifs et les processus sont développés et déployés au service de la stratégie.
4. Partenariat et Ressources : Une organisation d’excellence planifie et gère les partenariats externes, les fournisseurs et les ressources internes pour soutenir la stratégie et pour assurer la performance opérationnelle de ses processus.
5. Processus, produits et services : Une organisation d’excellence conçoit, gère et améliore ses processus pour générer une valeur ajoutée croissante pour ses clients et les autres parties prenantes.

### Les Résultats
Ce sont les résultats de l'organisation:
1. Clients : L'organisation d’excellence obtient et maintient des résultats exceptionnels qui satisfont ou dépassent les besoins et les attentes de ses clients.
2. Personnel :  L'organisation d’excellence obtient et maintient des résultats exceptionnels qui satisfont ou dépassent les besoins et les attentes de ses collaborateurs.
3. Collectivité : L'organisation d’excellence obtient et maintient des résultats exceptionnels qui satisfont ou dépassent les besoins et les attentes des parties prenantes concernées au sein de la société.
4. Activités : L'organisation d’excellence obtient et maintient des résultats exceptionnels qui satisfont ou dépassent les besoins et les attentes de ses parties prenantes professionnelles.

### Critères d'évaluation
Les critères d'évaluation sont divisés en six sous-critères suivants:
- Adéquation de la structure organisationnelle pour le contrôle et la situation de l'engagement des employés.
- Clarté de l'autorité et de la responsabilité.
- Situation de coordination entre départements.
- État des activités des comités et des équipes de projet.
- État des activités du personnel
- Relations avec les entreprises partenaires (autres sociétés du groupe, fournisseurs, sous-traitants, entreprises commerciales, etc.)

## Membres et partenaires de l'EFQM
L'EFQM est fondée en 1988 par 14 entreprises européennes, avec l'appui de la commission européenne.
L'EFQM compte aujourd'hui plus de 700 membres. L'objectif de cette organisation à but non lucratif est de promouvoir un cadre méthodologique pour permettre à ses membres d'évaluer leur niveau de qualité et de s'améliorer. Son modèle d'autoévaluation est fondée sur neuf principes (qui n'ont pas tous la même pondération). De nombreux cabinets de management proposent aux entreprises des outils pour l'autoévaluation suivant le modèle.

### Membres fondateurs
L'intention de fonder l'EFQM est signée en octobre 1988 par 14 chefs d'entreprise européens.
Ces 14 représentants sont:
| Entreprise                 | CEO                    |
| -------------------------- | ---------------------- |
| Robert Bosch GmbH          | Konrad Eckert          |
| British Telecommunications | Iain Vallance          |
| Bull SA                    | Francis Lorentz        |
| Ciba-Geigy                 | Heini Lippuner         |
| Dassault Aviation          | Serge Dassault         |
| Electrolux                 | Anders Scharp (sv)     |
| Fiat Auto SpA              | Umberto Agnelli        |
| KLM                        | Jan de Soet (nl)       |
| Nestlé                     | Rudolf Morf            |
| Olivetti                   | Carlo De Benedetti     |
| Philips                    | Cor van der Klugt (nl) |
| Renault                    | Raymond Lévy           |
| Sulzer                     | Fritz Fahrni           |
| Volkswagen AG              | Carl Hahn (en)         |

La fondation fut formée en 1989, avec 67 membres.
La première version du EFQM Excellence Model est créée par un groupe d'experts de différents secteurs et d'institutions académiques, puis lancée en 1992.
Il constitua le cadre de participation à l'évaluation pour le European Quality Award.

### Représentants officiels nationaux
Les représentants officiels nationaux de l'EFQM sont:
| Pays                | Représentant                                                      | Réf.   |
| ------------------- | ----------------------------------------------------------------- | ------ |
| France              | AFNOR                                                             | [ 4 ]  |
| Allemagne           | Société allemande pour la qualité (de)                            | [ 5 ]  |
| Suisse              | Fondation Esprix                                                  | [ 6 ]  |
| Belgique            | Bbest                                                             | [ 7 ]  |
| Colombie            | Fundación Colombia Excelente                                      | [ 8 ]  |
| Tchéquie            | Czech Society for Quality (CSQ)                                   | [ 9 ]  |
| Équateur            | CODEFE                                                            | [ 10 ] |
| Estonie             | Estonian Association for Quality                                  | [ 11 ] |
| Grèce               | Hellenic Management Association                                   | [ 12 ] |
| Hongrie             | Hungarian Association for Excellence (HAE)                        | [ 13 ] |
| Irlande             | Centre for Competitiveness (CforC)                                | [ 14 ] |
| Israël              | The Standards Institution of Israel                               | [ 15 ] |
| Italie              | AICQ - Associazione Italiana per la Qualita                       | [ 16 ] |
| Jordanie            | King Abdullah II Center for Excellence                            | [ 17 ] |
| Kazakhstan          | Kazakh Organization for Quality and Innovation Management (KOQIM) | [ 18 ] |
| Lettonie            | Latvian Society for Quality                                       | [ 19 ] |
| Lituanie            | Lithuanian Association for Quality Management & Innovation        | [ 20 ] |
| Pays-Bas            | INK                                                               | [ 21 ] |
| Portugal            | Associação Portuguesa para a Qualidade (APQ)                      | [ 22 ] |
| Russie              | Russian Organization for Quality (ROQ)                            | [ 23 ] |
| Slovaquie           | Slovak Society for Quality (SSK)                                  | [ 24 ] |
| Slovénie            | Metrology Institute of the Republic of Slovenia                   | [ 26 ] |
| Suède               | Swedish Institute for Quality (SIQ)                               | [ 27 ] |
| Ukraine             | Ukrainian Association for Quality                                 | [ 28 ] |
| Émirats Arabes Unis | SKEA                                                              | [ 29 ] |

## L'histoire
Des membres issus de nombreuses industries ont créé la Fondation pour développer le modèle d'excellence EFQM. Ce cadre devait être utilisé pour soutenir l'évaluation des organisations dans le cadre du Prix européen de la qualité en 1992.
Le 15 septembre 1988, 14 chefs d'entreprise européens ont rencontré le 8e président de la Commission européenne (1985-1995), Jacques Delors, et ont signé une "lettre d'intention" pour créer une Fondation européenne.